# Antoine Chalot
Antoine Chalot, né le 21 mars 1825 à Nantes et mort à Paris le 8 février 1907, est un peintre, verrier, graveur, et fresquiste français.

## Biographie
Né à Nantes le 21 mars 1825, il part à Paris et entre à l'atelier d'Amaury-Duval. Il à un domicile parisien au no 19 rue des Saints-Pères. Une peinture à l'huile sur toile ronde fut vendue à Drouot représentant Amour à la guirlande de roses d'un diamètre de 40 cm et signée est en fait un angelot.
Le photographe Étienne Carjat a réalisé un portrait de lui dont un tirage est conservé au Musée d'Orsay sous la référence No 24944.
Antoine Chalot meurt dans le 20e arrondissement de Paris le 8 février 1907.

## Œuvres référencées

### Tableaux
- Comblessac :
  - Église Saint Éloi : 
    - au maître-autel, le tableau central, La Résurrection du Christ, œuvre originale, réalisée par Antoine Chalot, 220 × 182 cm. La signature de l'artiste apparaissait en bas à droite de l'œuvre, et a été effacée lors de la restauration en 1993.  Inscrit MH (1983)[2]
    -  Dieu le Père, huile sur bois achetée en 1858 pour être placée au centre du retable dans la partie sommitale[3]. Inscrit MH (1983)
- Fougères :
  - église Saint-Sulpice : peinture murale du chœur par Antoine Chalot en 1852. Bâtiment  Classé MH (1910).
- Montfort-sur-Meu:
  - Église Saint-Louis-Marie-Grignion-de-Montfort : peintures sur la voûte du chœur, avec des vestiges d'un décor plus important.  Ce qui reste représente les  Vertus théologales, et dans la travée droite  Dieu le Père adoré par des anges musiciens (attribution)[4]
- Nantes :
  - Église Notre-Dame-de-Bon-Port : décor de la Chapelle de la Vierge (1859)
- Rennes :
  - Cathédrale Saint-Pierre : fresque dans la première chapelle à droite en entrant aujourd'hui disparue. En 1858, le peintre Antoine Chalot réalise la peinture murale de la chapelle Notre-Dame-de-la-Cité  dans cette cathédrale[5].
  - Musée des beaux-arts :  Portrait d'homme, personnage âgé, vu de trois quarts, portant canne et décoration, dessin à la mine de plomb, sur papier beige, 38 × 30,5 cm, signé.
  - Église Saint-Laurent : 12 peintures à la cire sur la vie du Christ et huit scènes de la vie de la Vierge réalisées sur des fausses voûtes en bois en 1849 par le Nantais Antoine Chalot[6].

### Gravures
- Vue de dos du chef d'orchestre François-Antoine Habeneck (1781-1849), gravure d'après une œuvre de Chalot[7].

## Salons, expositions
- Salon de peinture et de sculpture qui deviendra en 1881 le Salon des artistes français
  - 1845 :  Le Couronnement d'épines[8]
  - 1879 :  Portrait de M. R. Ponsard[9]
  - 1880 :  Portrait de M. A. Laporte[10]
- Exposition universelle de 1855
- Exposition universelle de 1867